# 真宮涼
真宮 涼（まみや りょう、3月3日 - ）は、日本の女性声優、役者。大阪府出身。フリーランス。

## 人物
2019年大阪アミューズメントメディア専門学校声優学科卒。在校中に連盟空軍航空魔法音楽隊ルミナスウィッチーズにアイラ・ペイヴィッキ・リンナマー役で合格し、2019年2月「おねぇちゃんねる 第5回」にてデビュー。以降ルミナスウィッチーズのメンバーとして同アニメ声優及び、歌唱を担当。
特技はイラスト制作。趣味は絵を描く、ファッション研究、アクセサリー収集、グミ。

## 出演
太文はメインキャラクター。

### テレビアニメ
2022年
- 史上最強の大魔王、村人Aに転生する（女子高生）[1][4][5][6]
- 連盟空軍航空魔法音楽隊ルミナスウィッチーズ（アイラ・ペイヴィッキ・リンナマー）[1][7]

### ゲーム
2021年
- Last Light（セイイチ、その他も）[1][8]

2022年
- The Lord of the Parties（フーベルト）[1][9]

### オーディオブック
2024年
- 連盟空軍航空魔法音楽隊ルミナスウィッチーズ ASMRボイスドラマ　（mimicle、KADOKAWAanime、配信日2023年7月15日）[1][10]

### その他
2023年
- リアル脱出ゲーム 『魔法料理アカデミー卒業試験からの脱出』[1][11] (7月～開催 @東京ミステリーサーカス キャラボイス、ナレーション)

### 舞台・朗読劇
| 公演日 | 作品名                                                               | 役名                           | 主催                               |
| --- | -------------------------------------------------------------------- | ------------------------------ | ---------------------------------- |
| 2023年7月2日 (日) 第1部、第2部                                                                                                 | 演劇『コントニエンゲキニ』                                           | 宮本翔太、先生                 | フレッシュ企画                     |
| 2023年7月23日 (日) 第1部、第2部                                                                                                | 演劇『コントニエンゲキニ・追加公演』                                 | 宮本翔太                       | フレッシュ企画                     |
| 2023年10月18日 (水) 〜 22日 (日) ※全8公演に出演                                                                                | 舞台『白豚貴族ですが前世の記憶が生えたのでひよこな弟育てます』第二弾 | イゴール                       | TOブックス企画制作部               |
| 2023年12月21日 (木) ～ 24日 (日) ※全7公演(ジュラ紀で絶望編)に出演                                                              | 舞台『異世界転生したら大恐竜時代でオワタ。』                         | ヴェロキラっぴ                 | オワジュラ製作委員会               |
| 2024年2月29日 (木) ～ 3月3日 (日) ※全7公演に出演                                                                               | ソフトボイルド旗揚げ3周年記念公演舞台『夜明』                        | 占い師                         | ソフトボイルド                     |
| 2024年5月24日 (金) ～ 26日 (日) 2024年6月21日 (金) ～ 23日 (日)※出演は6月22日 (マチネ、ソワレ) 2024年6月28日 (金) ～ 30日 (日) | 即興劇『リベルテVol.27』                                             |                                | END es PRODUCE                     |
| 2024年8月3日 (土) ～ 4日 (日) ※出演は4日 (第1回 ～ 第3回に出演)                                                                | 即興劇『天竺生地Vol.11』                                             |                                | 天竺生地                           |
| 2024年9月19日 (木) ～ 22日 (日) ※全7公演に出演                                                                                 | 舞台『シュヴァルツ・ゼルドナー』                                     | イザベラ少佐                   | 爆走おとな小学生                   |
| 2024年10月12日 (土) ～ 14日 (月・祝) ※出演は13日 (第1回 ～ 第3回に出演)                                                        | 即興劇『天竺生地Vol.13』                                             |                                | 天竺生地                           |
| 2024年11月7日 (木) ～ 10日 (日) ※出演は8日、10日 (マチネ、ソワレ)                                                              | 朗読劇『カラフル』                                                   | 真の母親                       | 爆走おとな小学生                   |
| 2025年2月21日 (金) ～ 24日 (月) ※出演は22日、24日 (マチネ、ソワレ)                                                             | 舞台『マグロ釣ってきます。 たくあん買っておいてください。』          | 三好悠香                       | 爆走おとな小学生                   |
| 2025年3月19日 (水) 〜 23日 (日)※全10公演に出演                                                                                 | なおりく第3回本公演 舞台『時。』                                     | 桜原美優、黒の大魔導士ベーグル | なおりく                           |
| 2025年4月18日 (金) 〜 20日 (日) ※出演は19日 (マチネ、ソワレ)                                                                   | 即興劇『リベルテVol.30』                                             |                                | END es PRODUCE                     |
| 2025年6月13日 (金) ～ 15日 (日)※全5公演に出演予定                                                                              | 朗読劇『不思議の国のアリス』                                         | 女王、他                       | オフィスリコプロダクション株式会社 |
| 2025年7月8日 (火) | 朗読劇『SC朗読劇場の夜』                                             | 宜保恵                         | SPIRAL CHARIOTS                    |
| 2025年10月2日 (木) ～ 5日 (日)                                                                                                 | 舞台版『魔法少女（？）マジカルジャシリカ♡アニメ版なんてありません♡』 | ?                              | 爆走おとな小学生                   |
| 2025年11月8日 (土) | ?                                                                    | ?                              | ?                                  |

### イベント
→ルミナスウィッチーズでの活動については「連盟空軍航空魔法音楽隊ルミナスウィッチーズ」を参照
2023年
- 細川美菜子生誕祭2023~細い川が少し大きくなりました~[1][46][47]（12月2日、Neked Loft YOKOHAMA ※ロゴ、イラスト、告知画像制作、ゲスト出演）

2024年
- なおりくの遊び場
  - Vol.6 ～なおりく2024年、新年会～ [48][49] (1月21日、バルスタジオ、第一・二回にゲスト出演)
  - Vol.9 ～「間。」本公演後の、遊び場～ [50] (5月19日、バルスタジオ、第一・二回にゲスト出演)
  - Vol.10 〜10回目の記念な遊び場〜 [51] (7月27日、バルスタジオ、第一・二・三回にゲスト出演)
  - Vol.11 ～初の三日間な遊び場～ [52] (9月14日、バルスタジオ、第一・二・三回にゲスト出演)
  - Vol.12 ～遊び場で、ナオピー誕生祭～ [53] (11月1日、池袋GEKIBA、第二・三回にゲスト出演)
  - Vol.13 〜2024年、最後の遊び場〜 [54] (12月28日、池袋GEKIBA、第一・二・三回にゲスト出演)
- 舞台『シュヴァルツ・ゼルドナー』の後夜祭イベント [55] (9月29日、SAP新大久保、第一部にゲスト出演)
- 細川美菜子生誕祭2024~細い川が更に大きくなったよ♡~ [1][56] (11月24日、LOFT HEAVEN 、※ロゴ、イラスト、告知画像制作、ゲスト出演、2部のみ）
- MISHIMALIVE ♡Vol.5 [57] (12月19、SHIBUYA TAKE OFF 7、ゲスト出演)

2025年
- MISHIMALIVE ♡
  - Vol.6 [58] (1月13、BUZZ LIVE 渋谷、ゲスト出演)
  - Vol.8 [59] (3月2日、CHIC HALL SHIBUYA、ゲスト出演)
- なおりくの遊び場
  - Vol.14 〜なおりく2025年、新年会〜 [60] (1月25日、バルスタジオ、第一・二・三回にゲスト出演)
  - Vol.16 〜【時。】ビフォアトーク&遊び場〜 [61] (3月9日、バルスタジオ、第一・二・三回にゲスト出演)
  - Vol.17 〜【時。】アフタートークイベント&いつもの遊び場〜 [62] (4月5日、バルスタジオ、第一・二・三回にゲスト出演)
- みっさっとみんなのぴょん祭り♡ 
  - Vol.1[63] (5月5日、BUZZ LIVE 渋谷、※ゲスト出演)
  - Vol.3 ♡ 〜12歳になるんだよ、ね？♡〜[64] (9月6日、CHIC HALL SHIBUYA、※ゲスト出演)
- 細川美菜子生誕祭2025[65] (11月30日、LOFT HEAVEN、※ゲスト出演)

### その他
2023年
- アパレルブランド『LIVERTINEAGE』第一弾 [1][66][67][68][69][70] (6月受注開始 半袖Tシャツ、プルオーバーパーカー)
- アパレルブランド『LIVERTINEAGE』第二弾 [1][71][72][73][74][75] (11月受注開始 トレーナー、キャップ、ネックレス)

2024年
- アパレルブランド『LIVERTINEAGE』第三弾 [1][76][77][78][79][80] (3月受注開始 オックスフォードシャツ、トートバック)
- RYOMMY SHOP [81] (5月10～6月30日 期間限定OPEN、アクスタ、アクリルバッチ、アクリルキーホルダー、缶バッチ、缶ミラー、ステッカー)
- アパレルブランド『LIVERTINEAGE』第四弾 [1][82][83][84][85][86] (8月受注開始 ZIPパーカー、スウェットパンツ、バングル)

2025年
- アパレルブランド『LIVERTINEAGE』第五弾 [1][87][88][89][90] (4月受注開始 半袖Tシャツ、長袖Tシャツ)